# Chorizococcus fistulosus
Chorizococcus fistulosus är en insektsart som beskrevs av Mckenzie 1967. Chorizococcus fistulosus ingår i släktet Chorizococcus och familjen ullsköldlöss. Inga underarter finns listade i Catalogue of Life.